# Palo indicatore

Il palo indicatore della stazione di Selinunte, sulla linea a scartamento ridotto Agrigento–Castelvetrano, dopo la chiusura dell'ultimo tratto in esercizio tra Castelvetrano e Ribera

Il palo indicatore è quel particolare segnale ferroviario in uso in alcune ferrovie secondarie italiane che costituiva il segnale di protezione delle stazioni. Oggi è praticamente caduto in disuso.
Il palo indicatore era un segnale estremamente rudimentale costituito da un paletto di legno verticale, a sezione quadrata, dipinto in bianco a strisce orizzontali nere e la sommità a piramide, posto in modo che una delle diagonali della superficie di sezione risultasse parallela al binario.
Il palo indicatore si distingueva dal "picchetto limite di manovra" per l’altezza, per avere la sommità piatta, anziché a piramide e presentava al treno in arrivo lo spigolo, anziché il lato. Il treno in arrivo aveva l’obbligo di arrestarsi sempre all’allineamento col palo indicatore e di qui veniva fatto entrare in stazione con segnali di manovra.
Il palo veniva collocato a non meno di 100 m dallo scambio d'ingresso delle stazioni per definire il punto di fermata che un treno non doveva oltrepassare se non dopo essere stato chiamato dall'agente di stazione con gli opportuni segnali a mano.
Tale sistema molto economico come costo ma molto oneroso in termini di perditempi di percorrenza dei treni venne ampiamente utilizzato sulla rete FS a scartamento ridotto della Sicilia oggi del tutto scomparsa per dismissione.